# Trogoxylon recticolle
Trogoxylon recticolle är en skalbaggsart som beskrevs av Edmund Reitter 1879. Trogoxylon recticolle ingår i släktet Trogoxylon och familjen kapuschongbaggar. Inga underarter finns listade i Catalogue of Life.